# Eleccions prefecturals de Tòquio de 1965
Les eleccions prefecturals de Tòquio de 1965 (1965年東京都議会議員選挙, 1965-nen Tōkyō-to Gikai Giin Senkyo) se celebraren el 23 de juliol de 1965 per tal de renovar per a un nou mandat de quatre anys als 120 membres de l'Assemblea Metropolitana de Tòquio, l'organ legislatiu de Tòquio.
Les eleccions es van convocar de manera anticipada després de la dissolució de la cambra el 14 de juny com a conseqüència dels casos de corrupció i soborns protagonitzat per alguns polítics del governant Partit Liberal Democràtic (PLD) en el cas de l'elecció del president de l'assemblea, sent detinguts els ex-presidents Jun Tatebe i Sadao Koyama. D'haver-se seguit amb el calendari habitual, les eleccions s'hagueren celebrat el 1967, però tots els grups de l'oposició i els sindicats van pressionar al PLD per tal que dissolguera la cambra. Les eleccions es van realitzar en un clima d'agitació i desconfiança política amb proclames de renovació per part de totes les formacions polítiques.
Finalment, els vencedors en vots foren el PLD, però en escons va ser per primera vegada el Partit Socialista del Japó (PSJ). La participació va baixar vora 10 punts respecte a les anteriors eleccions, fet que demostra l'esgotament ciutadà amb la política.

## Resultats

### Generals
| Partit       | Partit                       | Vots      | %     | Escons | +/– |  |
| ------------ | ---------------------------- | --------- | ----- | ------ | --- |  |
|              | Partit Liberal Democràtic    | 1.153.767 | 30,2  | 38     | 31  |  |
|              | Partit Socialista del Japó   | 1.072.451 | 28,0  | 45     | 13  |  |
|              | Kōmeitō                      | 506.705   | 15,3  | 23     | 6   |  |
|              | Partit Comunista del Japó    | 384.589   | 10,1  | 9      | 7   |  |
|              | Candidats independents       | 383.211   | 10,0  | 1      | 1   |  |
|              | Partit Democràtic Socialista | 260.632   | 6,8   | 4      | 4   |  |
|              |                              |           |       |        |     |  |
|              | Altres partits               | 62.100    | 1,6   | 0      | =   |  |
| Total        | Total                        | 3.823.457 | 100   | 120    | =   |  |
|              |                              |           |       |        |     |  |
| Vots vàlids  | Vots vàlids                  | 3.823.457 | n/a   |        |     |  |
| Vots nuls    | Vots nuls                    | n/a       | n/a   |        |     |  |
| Participació | Participació                 | 3.844.392 | 58,58 |        |     |  |
| Cens         | Cens                         | 6.582.868 |       |        |     |  |
| Font:        |                              |           |       |        |     |  |

### Per districte
| Circumscripció | Escó | Partit | Partit | Circumscripció | Escó | Partit | Partit | Circumscripció | Escó | Partit | Partit |
| -------------- | ---- | ------ | ------ | -------------- | ---- | ------ | ------ | -------------- | ---- | ------ | ------ |
| Chiyoda        | 2    | PLD    | PSJ    | Chūō           | 2    | PLD    | PSJ    | Hachiōji       | 2    | PLD    | PSJ    |
| Minato         | 4    | PLD    | PSJ    | Kōtō           | 4    | PLD    | PSJ    | Edogawa        | 4    | PLD    | PSJ    |
| Minato         | 4    | PSJ    | KMT    | Kōtō           | 4    | PSJ    | KMT    | Edogawa        | 4    | PSJ    | KMT    |
| Shinjuku       | 5    | PLD    | PSJ    | Taitō          | 5    | PLD    | PLD    | Katsushika     | 4    | PLD    | PLD    |
| Shinjuku       | 5    | PSJ    | KMT    | Taitō          | 5    | PLD    | PSJ    | Katsushika     | 4    | PSJ    | KMT    |
| Shinjuku       | 5    | PCJ    |        | Taitō          | 5    | KMT    |        | Tachikawa      | 1    | PLD    |        |
| Bunkyō         | 3    | PLD    | PSJ    | Sumida         | 4    | PLD    | PLD    | Arakawa        | 4    | PLD    | PLD    |
| Bunkyō         | 3    | KMT    |        | Sumida         | 4    | PSJ    | KMT    | Arakawa        | 4    | PSJ    | KMT    |
| Shinagawa      | 6    | PLD    | PSJ    | Suginami       | 6    | PLD    | PSJ    | Fuchū          | 1    | PSJ    |        |
| Shinagawa      | 6    | PSJ    | PSJ    | Suginami       | 6    | PSJ    | PDS    | Akishima       | 1    | PSJ    |        |
| Shinagawa      | 6    | KMT    | PCJ    | Suginami       | 6    | KMT    | PCJ    | Chōfu          | 1    | PSJ    |        |
| Meguro         | 4    | PLD    | PSJ    | Nakano         | 4    | PLD    | PSJ    | Nerima         | 3    | PLD    | PSJ    |
| Meguro         | 4    | PSJ    | KMT    | Nakano         | 4    | KMT    | PCJ    | Nerima         | 3    | KMT    |        |
| Ōta            | 8    | PLD    | PSJ    | Setagaya       | 8    | PLD    | PLD    | Machida        | 1    | PLD    |        |
| Ōta            | 8    | PSJ    | PSJ    | Setagaya       | 8    | PLD    | PSJ    | Illes          | 1    | PLD    |        |
| Ōta            | 8    | PDS    | KMT    | Setagaya       | 8    | PSJ    | PDS    | Nishi-Tama     | 1    | PSJ    |        |
| Ōta            | 8    | KMT    | PCJ    | Setagaya       | 8    | KMT    | PCJ    | Minami-Tama    | 1    | PLD    |        |
| Shibuya        | 4    | PLD    | PSJ    | Toshima        | 4    | PLD    | PLD    | Kita-Tama      | 4    | PLD    | PSJ    |
| Shibuya        | 4    | PSJ    | KMT    | Toshima        | 4    | PSJ    | KMT    | Kita-Tama      | 4    | PSJ    | KMT    |
| Kita           | 5    | PSJ    | PSJ    | Itabashi       | 5    | PLD    | PLD    | Adachi         | 5    | PLD    | PSJ    |
| Kita           | 5    | PDS    | KMT    | Itabashi       | 5    | PSJ    | KMT    | Adachi         | 5    | KMT    | PCJ    |
| Kita           | 5    | PCJ    |        | Itabashi       | 5    | PCJ    |        | Adachi         | 5    | Ind    |        |
| Musashino      | 1    | PSJ    |        | Mitaka         | 1    | PSJ    |        | Ōme            | 1    | PLD    |        |